# 738 Alagasta
738 Alagasta eller 1913 QO är en asteroid i huvudbältet, som upptäcktes 7 januari 1913 av den tyske astronomen Franz H. Kaiser i Heidelberg. Den är uppkallad efter staden Gau-Algesheim.
Asteroiden har en diameter på ungefär 62 kilometer.